# Віденська операція
Віденська операція — наступальна операція військ 2-го та 3-го Українських фронтів, за підтримки 1-ї болгарської армії, з метою розгрому німецьких військ у західній Угорщині та східній Австрії. Розпочалася 16 березня 1945 року, закінчилася 15 квітня того ж року.

## Напередодні операції
Завдання на підготовку і проведення Віденської наступальної операції було поставлено перед командувачами 2-м і 3-м Українськими фронтами 17 лютого 1945 року. Віденський басейн був останнім доступним для Німеччини джерелом нафти. Втрата Відня відкривала радянським військам шлях у південні райони Німеччини. На підготовку наступу відводилося близько місяця. 15 березня було визначено як термін початку операції. Незабаром радянському командуванню стало відомо, що вермахт готує велике контрнаступ в районі озера Балатон. У зв'язку з цим військам 3-го Українського фронту було наказано, продовжуючи підготовку до наступу, тимчасово перейти до оборони і на заздалегідь підготовлених оборонних рубежах вимотати танкове угруповання супротивника. Потім планувалося перейти в наступ на віденському напрямку. Подальші події підтвердили правильність прийнятого рішення. Німецький наступ, що розгорнувся в першій половині березня біля озера Балатон, було відбито радянськими військами в ході Балатонської оборонної операції. Мета, яку було намічено вищим німецьким командуванням, не була досягнута, але на головному напрямку німецьким військам вдалося вклинитися в радянську оборону на глибину до 30 км. Сформована в результаті битви лінія фронту давала радянському командуванню можливість оточити танкове угруповання противника, що вклинитися, а серйозні втрати, понесені Вермахтом, змінили загальне співвідношення сил на користь Червоної Армії.
Після успішного завершення Балатонської операції склалися нові умови для радянського наступу на Відень. 3-й Український фронт мав завдати головний удар.
Німецьке командування вважало, що Червона армія не повинна була ні за яку ціну здобути Відень. Вермахт хотів зупинити та витиснути з Австрії радянські війська, щоб встигнути укласти сепаратне перемир'я з США та Великою Британією. Тому гітлерівці зосередили значну частину своїх сил на шляху до Відня.

## Склад і сили сторін

### СРСР
Частина сил 2-го Українського фронту (командувач Маршал Радянського Союзу Р. Я. Маліновський, начальник штабу генерал-полковник М. В. Захаров):
- 46-та армія (генерал-лейтенант О. В. Петрушевський
- 2-й гвардійський механізований корпус (генерал-лейтенант К. В. Свиридов)
- 5-та повітряна армія (генерал-полковник авіації С. К. Горюнов)
- Дунайська військова флотилія (контр-адмірал Г. М. Холостяков)
- 18-та повітряна армія (головний маршал авіації О. Є. Голованов)

Всього: Червона Армія 644 700 осіб.
1-ша болгарська армія: 100 900 осіб 12190 гармат і мінометів, 1318 танків і САУ, 984 літака.
3-й Український фронт (командувач Маршал Радянського Союзу Ф. І. Толбухин, начальник штабу генерал-полковник С. П. Іванов):
- 9-та гвардійська армія (генерал-полковник В. В. Глаголев)
- 4-та гвардійська армія (генерал-лейтенант Н. Д. Захватаєв)
- 27-ма армія (генерал-полковник С. Г. Трофименко)
- 26-та армія (генерал-лейтенант М. О. Гаген)
- 57-ма армія (генерал-лейтенант М. М. Шарохін)
- 6-та гвардійська танкова армія (генерал-полковник танкових військ А. Г. Кравченко, передана до складу фронту ввечері 16 березня)
- 1-ша болгарська армія (генерал-лейтенант В. Стойчев)
- 17-а повітряна армія (генерал-полковник авіації В. А. Судець)
- 1-й гвардійський механізований корпус (генерал-лейтенант І. М. Русіянов)
- 5-й гвардійський кавалерійський корпус (генерал-лейтенант С. І. Горшков)
- 23-й танковий корпус (генерал-лейтенант танкових військ А. Й. Ахманов, переданий у 2-й Український фронт)
- 18-й танковий корпус (генерал-майор танкових військ П. Д. Говоруненко)

### Німеччина
Частина сил групи армій «Південь» (генерал піхоти Отто Велер, з 7 квітня генерал-полковник Л. Рендуліч) :
- 6-а танкова армія СС (генерал-полковник військ СС Й. Дітріх)
- 6-а армія (генерал танкових військ Г. Балк)
- 2-а танкова армія (генерал артилерії М. Ангеліс)
- 3-а угорська армія (генерал-полковник Гаузер).

Частина сил групи армій «F») під командуванням генерала Отто Велера, з 25 березня групи армій " Е " (генерал-полковник А. Льор).
- 4-й повітряний флот.

Всього 410 000 чоловік, 5900 гармат і мінометів, 700 танків і штурмових гармат, 700 літаків

## Хід операції
Війська 3-го Українського фронту завдали удар у фланг німецьких військ. Бої йшли вдень і вночі. Але маневри і перегрупування не допомогли німецьким з'єднанням утримати фронт, вони змушені були відійти на другий оборонний рубіж щоб уникнути оточення. Австрійський рух опору на чолі з Карлом Соколлом (нім. Carl Szokoll) встановив контакт зі штабом 3-го Українського фронту.
17 березня почався наступ військ 2-го Українського фронту, за участю Дунайської військової флотилії. У результаті було оточено і знищено велике угруповання супротивника. 4 квітня війська РСЧА оволоділи столицею Словаччини — Братиславою.
Командувач військами 3-го Українського фронту Ф. І. Толбухін звернувся до жителів Відня: «Граждане Вены! Помогайте Красной армии в освобождении столицы Австрии, вкладывайте свою долю в дело освобождения Австрии от немецко-фашистского ига!». Австрійський рух опору на чолі з майором Карлом Соколом (нім. Carl Szokoll) встановив контакт зі штабом 3-го Українського фронту. План, що запропонував майор Сокол, передбачав штурм Відня не «в лоб», з південного сходу, на що розраховували німці, а з заходу, звідки удар найменше очікувався і оборона була значно слабшою. Крім того, в лінії оборони майор Сокол позначив ділянки, що оборонялися австрійськими частинами. Їх командири були підготовлені до пропуску радянських частин без опору. Під керівництвом маршала Толбухіна було розроблено спільний план дій.
6 квітня почався штурм Відня. Наступ на Відень йшов одночасно з трьох сторін силами чотирьох армій. Залишки німецьких військ чинили запеклий опір. Але 7 квітня радянськими бійцями було встановлено у чотирьох пунктах Відня червоні прапори. З цього моменту настає незворотний кінець пануванню Німеччини на території Австрії.
10 квітня запеклі бої йшли вже за центр міста. Радянські десантники вели запеклі бої в районі Імперського мосту, який був потужним вузлом німецької оборони. 13 квітня частини східного угруповання противника капітулювали. Залишки німецьких військ почали відхід із західних районів міста.
Вночі 11 квітня бійці 4‑ї гвардійської армії форсували Дунайський канал, 13 квітня було розміновано Імперський міст та знищено залишки німецьких частин. Відень був взятий військами РСЧА. Далі радянська армія розпочала переслідування розбитих нацистських з'єднань. 15 квітня вона вийшла на північний берег р. Драва.

## Результат
В результаті радянського наступу було розгромлено велике угруповання противника. Війська 2-го і 3-го Українських фронтів завершили оволодіння Угорщиною, східними районами Австрії з її столицею — Віднем.
Німеччина втратила контроль над великим індустріальним центром — Віденським промисловим районом, а також важливим в економічному відношенні Надьканізьким нафтовим районом.
Був покладений початок відновленню австрійської державності. В ході наступу були вигнані нацистські окупанти з сотні населених пунктів. Серед них в Австрії міста: Брук, Вінер-Нойштадт, Глогніц, Корнойбург, Неункірхен, Флорідсдорф, Айзенштадт; в Угорщині: Шопрон, Надьканіжа, Веспрем, Девечер, Естергом, Залаегерсег, Сомбатгей, Капувар, Кьорменді, Кесег, Кестель, Комаром, Мошонмадяровар, Марцалі, Надьбайом, Папа, Надьятад, Секешфехервар, Татабанья, Сомбатхей та інші.
З німецької сторони загинуло та було взято в полон понад 130000 солдатів.
Радянська армія втратила понад 41 359 (враховуючи болгарських солдатів), а також було госпіталізовано близько 136 386 чоловік.
На честь взяття столиці Австрії всі бійці РСЧА, які брали участь в операції, були нагороджені медаллю «За взяття Відня» (рос. За взятие Вены).

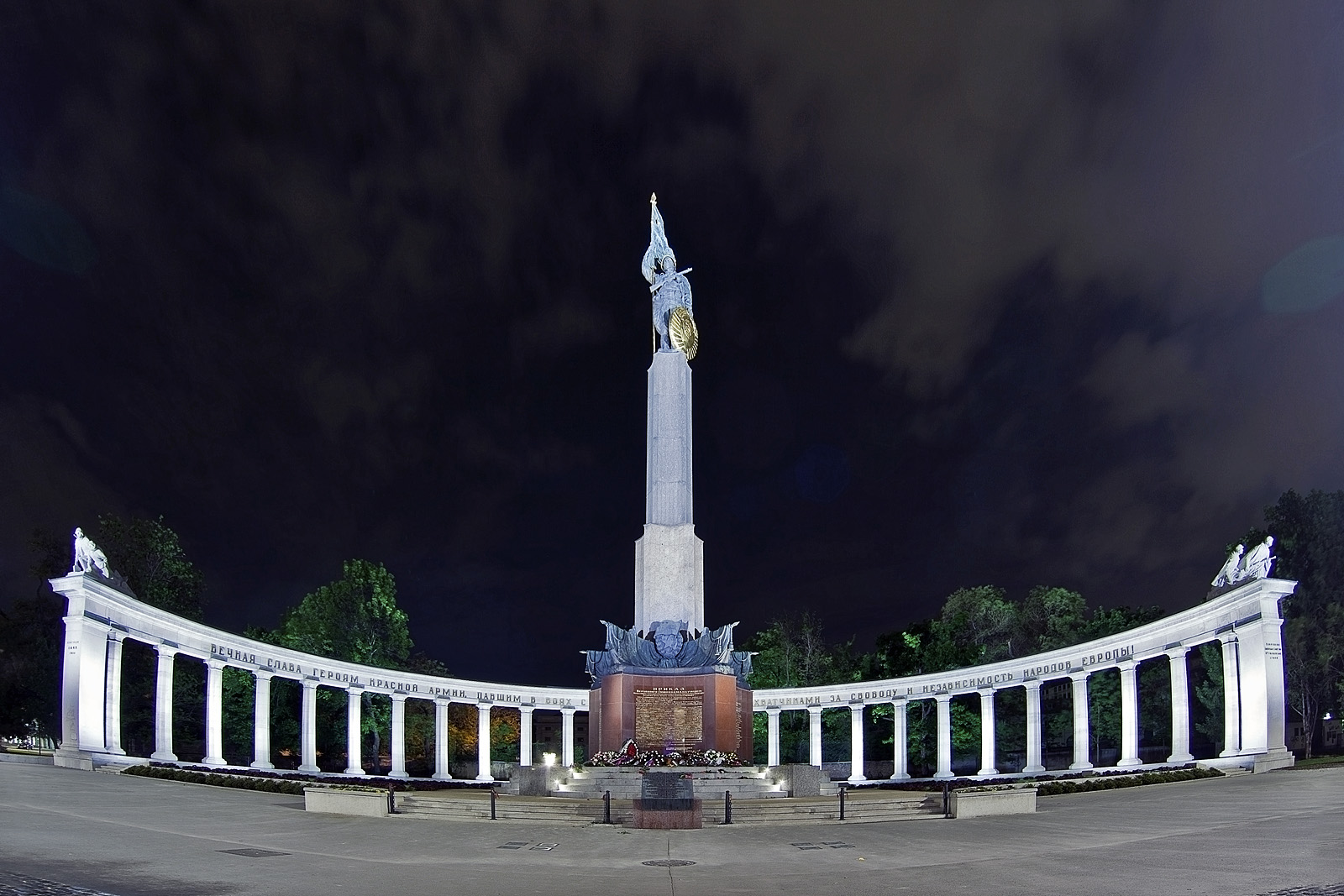
Пам'ятник солдатам Червоної Армії у Відні
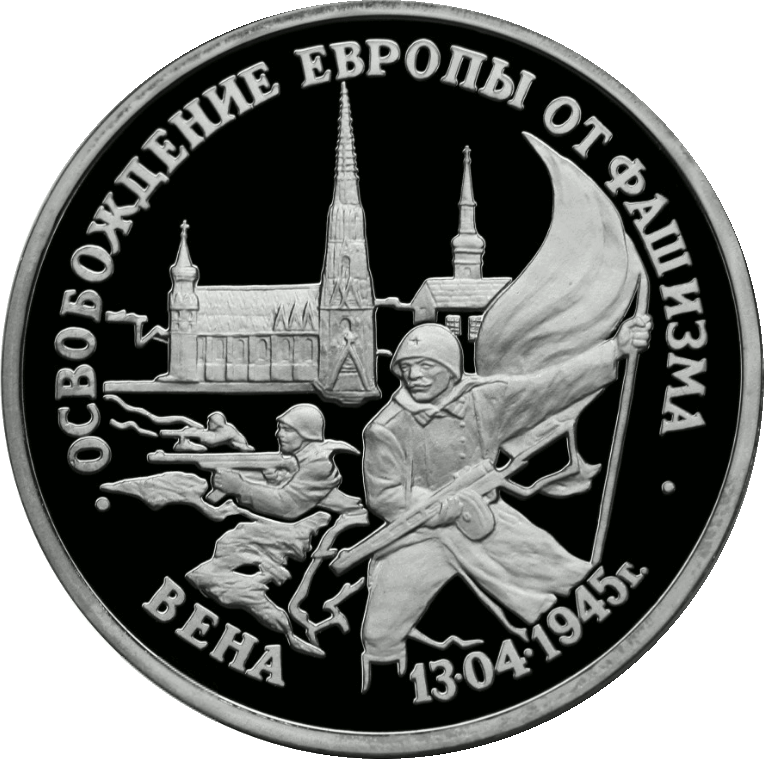
Реверс сучасної монети банку Росії, номіналом 3 рублі
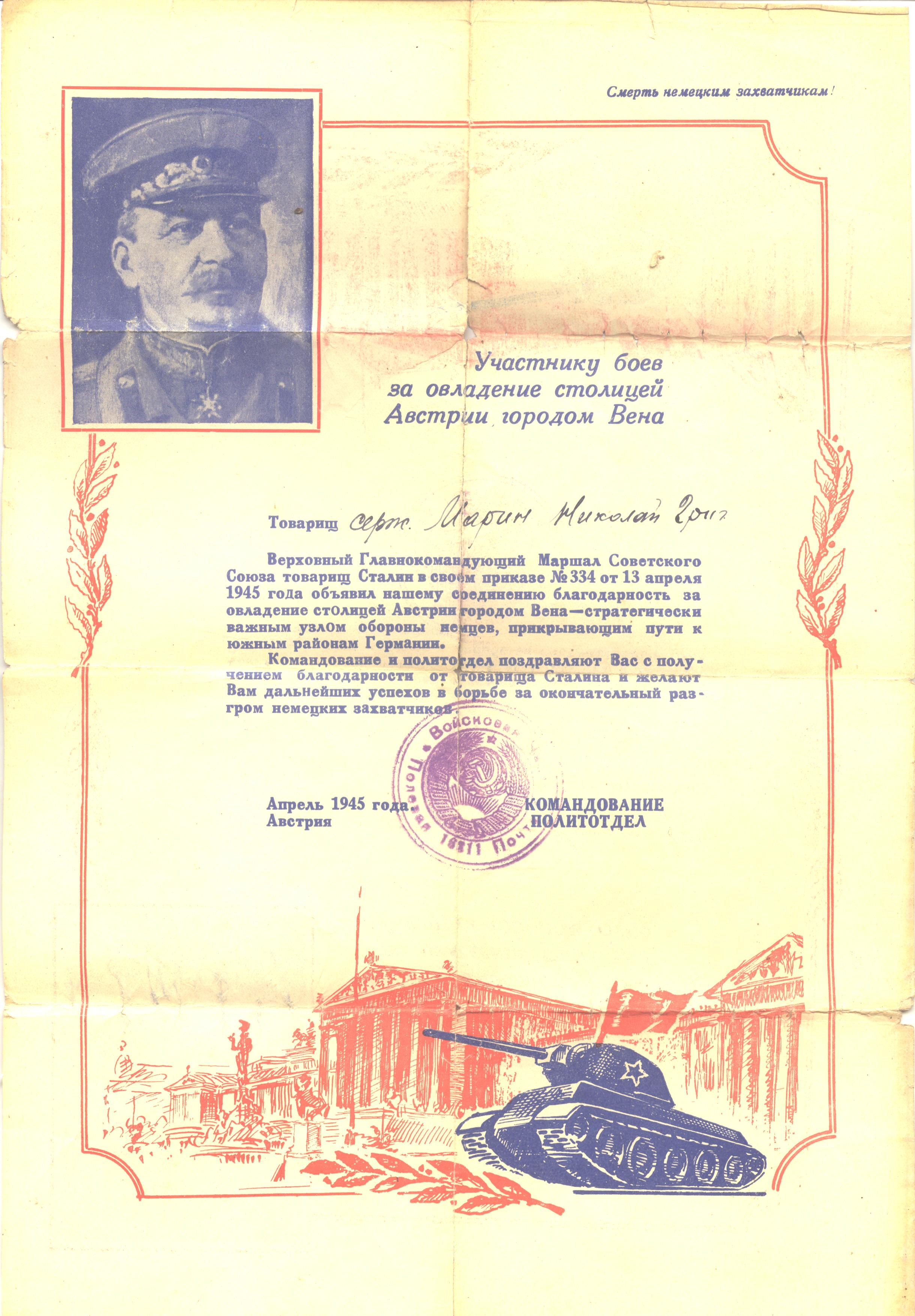
Подяка Сталіна одному з учасників операції